# オッシュマンズ・ジャパン
株式会社オッシュマンズ・ジャパン (英: Oshman's Japan) は、日本のスポーツ用品店チェーン。

## 概要
1983年12月に、イトーヨーカ堂が、アメリカ合衆国のスポーツ用品店チェーンであったオッシュマンズ・スポーティング・グッズと業務提携し、日本における「OSHMAN'S（オッシュマンズ）」ブランドでのチェーン展開を行なうため、1984年12月6日に株式会社オッシュマンズ・ジャパンを設立した。後に、セブン&アイ・ホールディングスを純粋持株会社とする子会社となっている。
1号店は1985年7月に東京・原宿に開店し、続いて町田市にも出店したが、これは後に撤退している。1998年10月には新宿flagsビルに新宿店が開店し、2004年には吉祥寺店、2008年にはオーロラモールジュンヌ内に千葉店、2010年には西武池袋本店8Fに池袋店、2011年3月には二子玉川ライズ・ショッピングセンター内に二子玉川店、2015年10月29日に東京周辺以外へは初めての出店としてJR大阪駅の駅ビルであるノースゲートビルディング内のルクアにルクア大阪店が開店したが、千葉店は2016年2月末で閉店した。
このほか、通常の店舗とは形態が異なる店舗として、ルミネ立川6階に「ウィークエンド ティップス オッシュマンズ」ルミネ立川店、軽井沢・プリンスショッピングプラザに軽井沢アウトレット店があり、オンラインショップも設けられている。
2009年2月末の時点で、従業員数は、社員121名、パート・アルバイト84名であった。
2022年3月1日付で、セブン&アイ・ホールディングスが保有していた全株式がABCマートに譲渡されたと同時に、オッシュマンズ・ジャパンはABCマートの完全子会社となった。